# 枚氏玉鼎
枚氏玉鼎（越南语：／，1463年—1527年1月22日），越南後黎朝追尊皇后，黎憲宗的妃嬪。
枚氏玉鼎是清華處永福縣（今清化省永祿縣）汴下鄉人，商人枚壠之女，母阮氏宣。玉鼎生於光順四年（1463年）六月，長大後聰慧秀麗，遠近鄰家多來求娶，但她父親在玉鼎出生前，曾夢見妻子有孕，明月入室，他認為這是天降貴女的吉兆，因此不肯答應鄰家的求婚。洪德七年（1476年），玉鼎十四歲，父親帶她到京師，送入黎聖宗高妃宮內作侍女，深得高妃喜愛。洪德十年（1479年），玉鼎被送入東宮，成為太子黎鏳的宮人，頗為受寵，被封為第二宮嬪。統元五年十二月二十一日（1527年1月22日），玉鼎被追贈為廉皇后（越南语：／），諡慈貞。

## 子女
- 皇長子安王黎洵